# Йоганн Вільгельм Адольф Ганземан
Йоганн Вільгельм Адольф Ганземанн (нім. Johann Wilhelm Adolf Hansemann; 1784–1862) — німецький священик та ентомолог.

## Біографія
Йоганн Вільгельм Адольф Ганземан був одним з одинадцяти дітей лютеранського пастора Ебергарда Людвіга Ганземана (1739—1821) та його дружини Амалії Магдалини Меллер (1751—1825). Купець і банкір Давид Юстус Людвіг Ганземанн був його молодшим братом.
Йоганн Вільгельм Адольф Ганземан з 1822 по 1837 роки працював проповідником у парафії Лезе у графстві Гоя. У відбний час збирав комах і описав кілька нових видів у 1823 році. Ганземанн, серед іншого, першим описав бабки лютку-наречену (Lestes sponsa, 1823) та червоноочку-наяду (Erythromma najas, 1823).
Останні роки життя провів у притулку для душевнохворих.

## Веб-посилання
- Біографії ентомологів світу: Ганземанн, Йоганн Вільгельм Адольф